# Virus dell'epatite E
Il virus dell'epatite E (HEV) è l'agente eziologico dell'epatite E. Appartiene alla specie Orthohepevirus A. Un precedente nome della specie è stato Hepatitis E virus.
Il carico globale di infezioni dai due principali genotipi (1 e 2) è stimato in 20 milioni all'anno, che provocano 70.000 morti e 3.000 aborti.
La particella virale è stata osservata per la prima volta nel 1983 ma è stata clonata molecolarmente solo nel 1989.

## Tassonomia
Precedentemente era classificato nella famiglia Caliciviridae. Tuttavia, il suo genoma ricorda più da vicino il virus della rosolia. Ora è classificato come membro del genere Orthohepevirus nella famiglia Hepeviridae.

## Struttura
Le particelle virali hanno un diametro compreso tra 27 e 34 nanometri e non sono provviste di pericapside.

## Genoma e proteoma
Orthohepevirus A può essere classificato in otto diversi genotipi, facenti capo a diverse regioni geografiche: genotipo 1 (Asia), genotipo 2 (Africa e Messico), genotipo 3 (Europa e Nord America), genotipo 4 (Asia); i genotipi 5 e 6 sono stati rilevati nel cinghiale asiatico e i genotipi 7 e 8 nei cammelli.
Il genoma virale consiste in un singolo filamento di RNA a senso positivo lungo circa 7200 basi. I tre frame a lettura aperta (ORF1, ORF2 e ORF3) codificano per tre proteine (O1, O2, O3), due delle quali sono poliproteine, cioè sono scisse in frammenti che svolgono le funzioni effettive del virus. La proteina O1 è costituita da sette di questi frammenti, vale a dire Met (metiltransferasi), Y (dominio Y), Plp (proteasi simile alla papaina), V (regione variabile ricca di prolina), X (dominio X, macro dominio), Hel (elicasi) e Rdrp (RNA polimerasi RNA-dipendente). Il dominio Pvx è una proteina di fusione costituita dai domini Plp, V e X. La proteina O3 è codificata da un singolo frame di lettura aperta (ORF3). La proteina O2 codifica per il capside, che è composto da tre domini, vale a dire il dominio shell (S) e due domini sporgenti (P1, P2). I numeri nella figura indicano le posizioni nella sequenza dell'RNA. 

### Interattoma
L'interattoma proteina-proteina tra le proteine di Orthohepevirus A è stato mappato nel 2015 da Osterman et al., i quali hanno trovato 25 interazioni tra le 10 proteine studiate. Quasi tutte queste interazioni (24)  sono state considerate di "alta qualità".

## Evoluzione
I ceppi di HEV che esistono oggi potrebbero essere derivati da un antenato comune risalente a un'epoca tra i 536 e i 1344 anni fa. Un'altra analisi ha datato l'origine dell'epatite E a circa 6000 anni fa, suggerendo che questo fosse associato all'addomesticamento dei suini. Ad un certo punto, due cladi potrebbero essersi allontanati, una forma antropotropica e una forma enzootica, che successivamente si sono evolute nei genotipi 1 e 2 e nei genotipi 3 e 4, rispettivamente.
Mentre il genotipo 2 rimane meno comunemente rilevato rispetto ad altri genotipi, le analisi evolutive genetiche suggeriscono che i genotipi 1, 3 e 4 si sono diffusi considerevolmente negli ultimi 100 anni.